# Хронологија Априлског рата 14—18. април 1941.
У периоду 14. април-18. април 1941. дошло је до потпуног расула југословенске војске на свим фронтовима у Априлском рату.

## Ток операција

### Расуло на фронту и понуђено примирје
Након 14. априла дошло је до потпуног расула југословенске војске на свим фронтовима. Највећи део био је концентричним продорима нападача опкољаван, раздвајан и заробљаван. 
Већ 14. априла, новопостављени начелник Врховне команде Данило Калафатовић понудио је примирје немачко-италијанским снагама по налогу председника владе Душана Симовића, али је југословенски предлог одбијен. Немци и Италијани продужили су напредовање тражећи безусловну капитулацију југословенске војске.

### Немачко-италијанско напредовање
- 14. априла заузели су Книн, Јајце, Зворник, Ваљево и Крушевац.
- 15. априла освојени су Сплит, Шибеник, Сарајево, Ужице и Краљево. Југословенска Врховна команда заробљена је на Палама. Бугарска је прекинула дипломатске односе с Југославијом и њене трупе заузеле су источну Македонију и неке делове источне Србије.
- 16. априла пали су Мостар, Нови Пазар, Косовска Митровица и Подгорица.
- 17. априла Италијани су ушли у Боку Которску, заробивши читаву југословенску ратну морнарицу, изузев разарача Загреб, који су уништили поручници бојног брода Милан Спасић и Сергеј Машера. Само једна подморница и две торпиљарке напустили су Јадранско море и пришли британској флоти у Александрији.[1]

### Капитулација
Југословенска влада је на седници 13-14. априла одлучила да напусти земљу. По налогу генерала Калафатовића, Александар Цинцар-Марковић и генерал Радивоје Јанковић потписали су 17. априла безусловну капитулацију. Тог дана окупирана је Црна Гора, Херцеговина и јужна Далмација, а 18. априла у 12 часова обустављена је борба, сходно одредбама капитулације.